# Волнопронизывающий корпус
Корпус судна, построенный по технологии волнопронизывания, имеет тонкие и острые очертания корпуса и обладает пониженным лобовым сопротивлением.

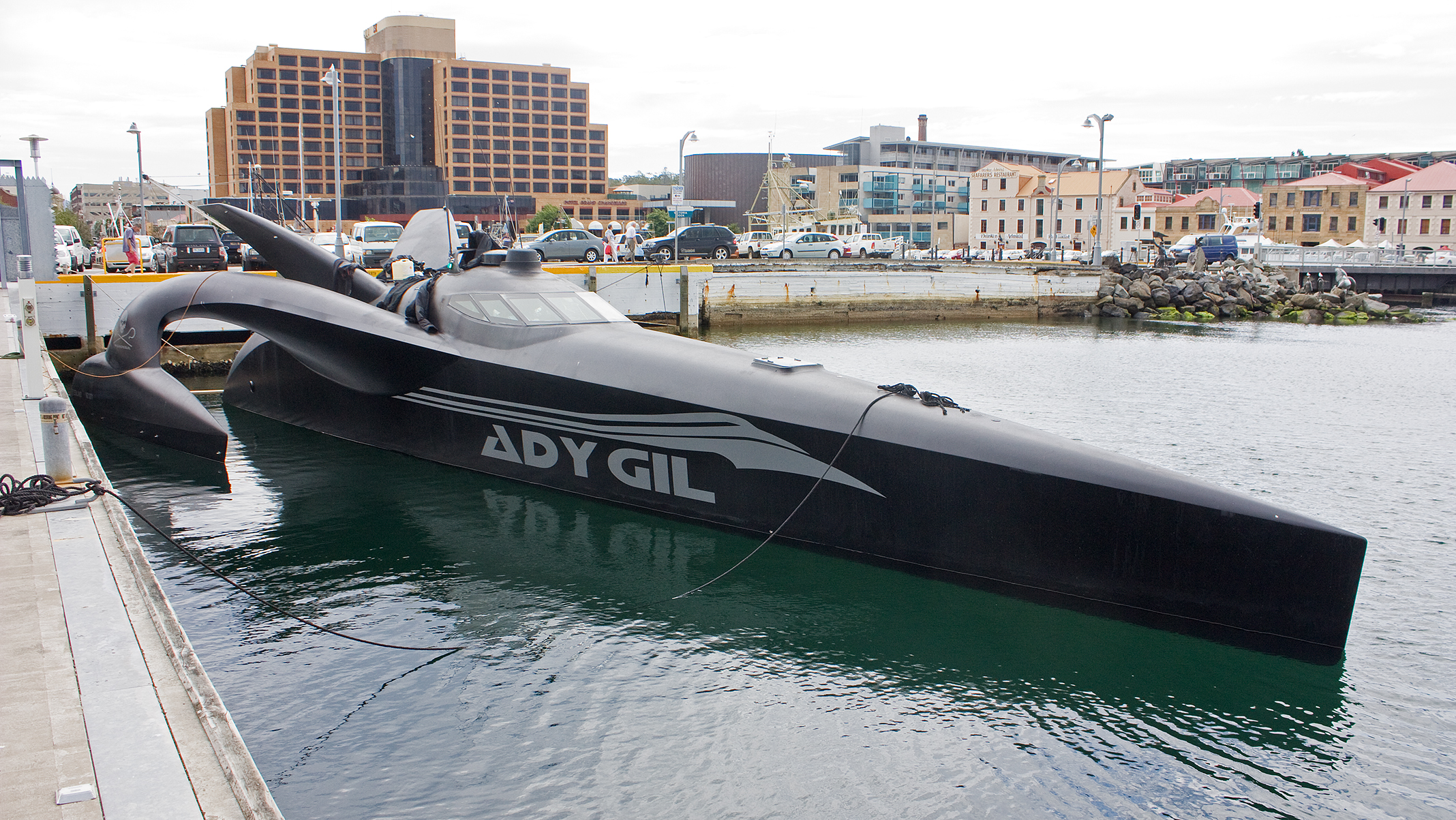
Моторная яхта — тримаран Ady Gil в порту Хобарт, Тасмания с волнопронизывающим корпусом

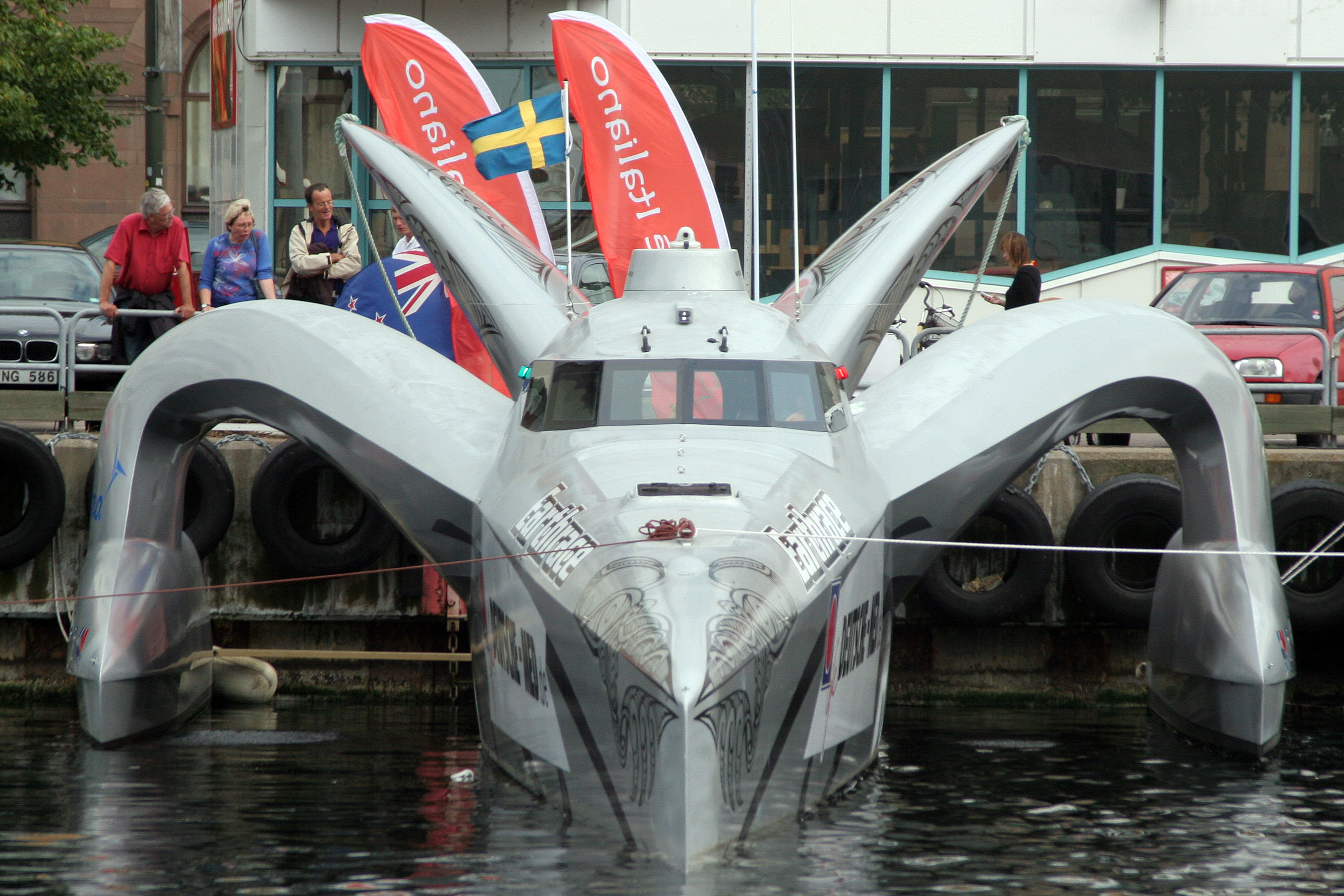
Ady Gil — тримаран, построенный по технологии волнореза

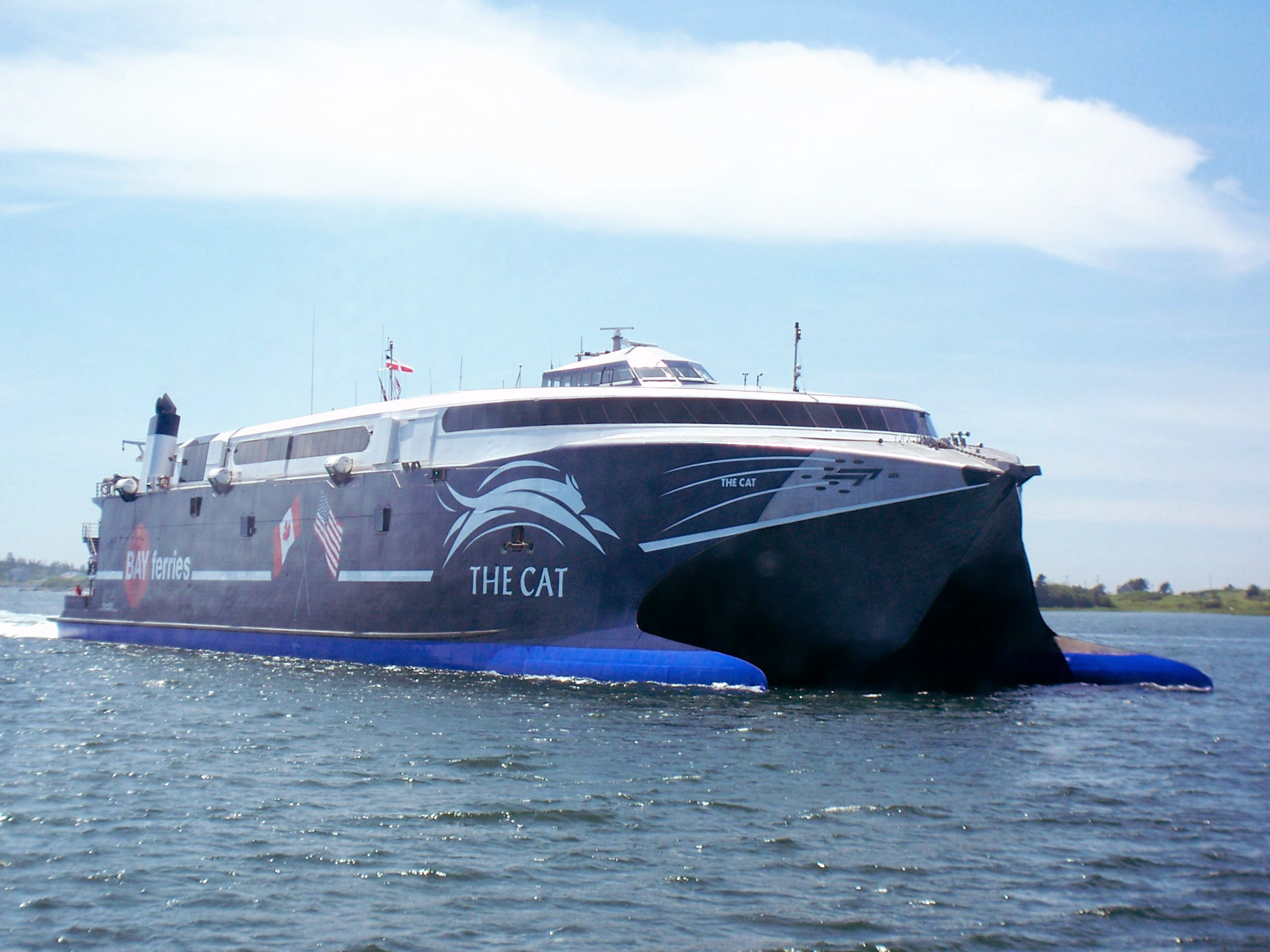
The Cat — используется как паром между Канадой и Тринидад и Тобаго

Когда судно пересекает волну, оно прорезает поверхность воды, а не переплывает её по гребню — что обеспечивает более комфортное плавание, нежели суда традиционной конструкции, а также уменьшение нагрузок на конструкцию судна. Это также снижает волновое сопротивление судна воде.
На расчётно-теоретическом уровне было вычислено, что такое судно должно иметь длинный и тонкий остроносый корпус с пониженной плавучестью носовой секции, так что на практике в качестве таких судов используются катамараны.
В настоящее время основной областью использования волнорезов являются грузопассажирское паромное сообщение и транспортировка армейского десанта.

## Примеры волнопронизывающих судов
- Incat — австралийский производитель катамаранов
- The Cat — судно, осуществлющее паромное сообщение между Канадой и Тринидадом и Тобаго. С 2011 под названием Hai Xia Hao осуществет паромное сообщение между Тайбеем и островами Пингтан.
- USA-17 — яхта, участвовавшая в 33-м «Кубке Америки»
- Накра 17 — олимпийский класс гоночных яхт
- Эскадренные миноносцы типа «Замволт»